# Ingerana alpina
Ingerana alpina é uma espécie de anura da família Ranidae.
É endémica da China.
Os seus habitats naturais são: florestas temperadas.